# Geograph (Projekt)
Geograph ist ein webbasiertes freies Projekt, das im März 2005 in Großbritannien als Geograph Britain and Ireland gestartet wurde. Im Rahmen des Projekts wird die betreffende Region in 1-km²-Quadrate aufgeteilt. Ziel ist es, innerhalb jedes Quadrats repräsentative Fotos zu sammeln. Seit 2008 gibt es ein gleichartiges Projekt für Deutschland.

## Aufbau
Als Grundlage für die Quadrate wird das UTM-Referenzsystem (= Military Grid Reference System) genutzt.
Das Projekt ist als Wettbewerb ausgerichtet. Ziel des Einzelnen ist es, so viele Quadrate wie möglich zu erfassen. Es werden verschiedenste Ranglisten und Auswertungsmöglichkeiten geboten.
Jeder angemeldete Benutzer kann Fotos hochladen. Eingereichte Bilder werden von Moderatoren geprüft und auf zwei Arten klassifiziert:
Geobild
Ein Geobild zeigt einen repräsentativen Anblick im jeweiligen Quadrat. Nur für Bilder dieser Kategorie kann man einen Punkt erhalten.
Extrabild (Supplemental)
Bilder, die zwar im Quadrat aufgenommen wurden, aber nichts dafür Charakteristisches zeigen. Beispiele sind Gebäudeteile oder Pflanzen in Nahaufnahme.
Einen Geograph-Punkt erhält man für jedes erste Geobild im jeweiligen Quadrat. Dennoch ist es ausdrücklich erwünscht, weitere Bilder innerhalb eines Quadrates einzureichen, um möglichst viele repräsentative Bilder zu erhalten. Zudem erhält der Einreicher für jedes für ihn selbst erste Geobild in einem Quadrat einen persönlichen Punkt.
Bilder können auch abgelehnt werden, wenn sie nicht gewissen Qualitätsansprüchen gerecht werden.
Bei Geograph Britain and Ireland, das wesentlich mehr Bilder als Geograph Deutschland enthält, wurden Regeln eingeführt, wonach man auch Punkte für das zweite, dritte und vierte Bild innerhalb eines Quadrats erhalten kann.
Die hochgeladenen Fotos stehen unter einer Creative-Commons-Attribution-Share-Alike-Lizenz, womit die Bilder unter bestimmten Bedingungen wie die Nennung des Urhebers weiterverwendet werden dürfen.

## Übersicht der Projekte
Neben Geograph Britain and Ireland und Geograph Deutschland existiert auch Geograph Channel Islands, das die Kanalinseln abdeckt.
Ferner gibt es inzwischen auch Geograph Ireland, das aber momentan (Stand: Juni 2012) noch die gleiche Datenbank wie Geograph Britain and Ireland verwendet. Langfristig
ist aber eine Abspaltung vorgesehen.

## Statistik

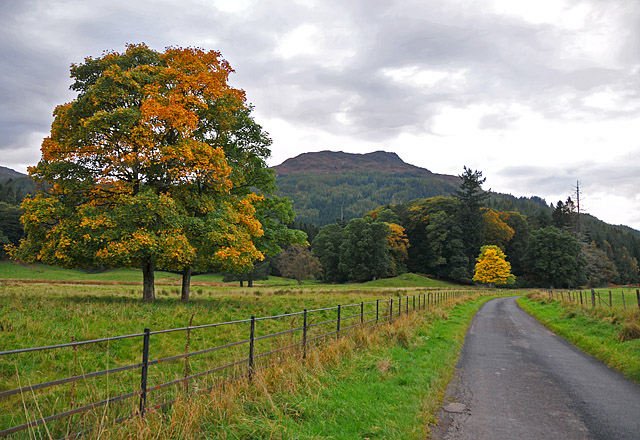
Das millionste Bild bei Geograph Britain and Ireland

Geograph Britain and Ireland hatte am 15. Oktober 2008 sein millionstes Bild zu verzeichnen und erreichte am 17. Mai 2012 eine Abdeckung von 80 % der Quadrate. Im Juni 2012 wurde das drittmillionste Bild eingereicht.
Im Mai 2012 wurde das 25.000. Bild für Geograph Deutschland hochgeladen. Ende Juni 2012 betrug die Abdeckung in Deutschland 2,65 % der Quadrate. Im April 2020 sind es rund 172.000 Bilder bei 13,52 % Abdeckung.

## Rezeption
Geograph Britain and Ireland hat einen hohen Bekanntheitsgrad erlangt und wurde u. a. mit dem Yahoo Travel find of the year 2006 ausgezeichnet.
In England fanden bereits zwei Geograph Conferences statt, über die in Medien mit Geographie-Bezug berichtet wurde.

## Urheberrecht
Die Bilder müssen mit einer Creative-Commons-Lizenz veröffentlicht werden.